# Sabirni logor Sajmište
Sabirni logor Sajmište - jedan od nekoliko logora u Beogradu za vrijeme Drugog svjetskog rata

## Lokacija
Logor Sajmište nalazio se na lijevoj obali Save u dijelu današnjeg Beograda gdje se nalazio sajamski prostor 15.000 m² koji je bio izgrađen 1938. Formalno je taj teritorij pripadao Zemunu i NDH, no logorom je tijekom rata upravljao njemački SS te su u njega dovodili ljude s područja tadašnje Nedićeve Srbije.

## Povijest logora
Nakon okupacije Kraljevine Jugoslavije poslije kratkog rata, Nijemci prvo preuređuju Sajmište u zatvor, a potom 1942. pretvara se u koncentracijski logor. Ovaj logor koristi se za ubijanje: Srba, Židova, Roma, zarobljenih partizana i ostalih protivnika režima, uglavnom iz Beograda, koje je kolaboracionistička srpska vlast uhićivala i slala u logor.
Procjenjuje se da je kroz logor prošlo oko 100.000 zatvorenika od kojih su mnogi odvedeni u druge logore po okupiranoj Europi, dok je izravno u logoru ubijeno oko 48.000 zatvorenika. Logor je radio sve do rujna 1944. Broj žrtava odredila je Državna komisija za utvrđivanje zločina okupatora i njegovih pomagača koja je objavila svoj izvještaj br. 87 u listopadu 1946.
Spomenik žrtvama iz sabirnog logora Sajmište, djelo akademskog kipara Miodraga Miše Popovića, otkriven je 22. travnja 1995. Za vrijeme NATO bombardiranja željezničkog čvorišta 1999. u blizini Sajmišta, područje sabirnog logora je pretrpjelo mnogo štete[nedostaje izvor]. 
Prvi put u zabilježenoj povijesti će u nekadašnjem koncentracijskom logoru biti otvoren prostor druge namjene. Na Starom sajmištu otvorit će se privatna predškolska ustanova "Savsko obdanište".

## Vanjske poveznice
- Izvještaj o Sajmištu na engleskom jeziku
- DR JOVAN BAJFORD: Otpor istini o zločinima